# جسنة
جُسْنَة (الاسم العلمي Mora)، سمكة بحرية وحيدة الجنس والنوع من اللمساوات وفصيلة جسنيات ورتبة الغادسيات. أعطانه جميع بحار العالم. جسمها مردني الشكل يطول نحو 80 سم. ذبانيان في مقدم الخطم. ثوبها غلى السمرة الرصاصية الفضية المواج. لحمها مستحب الطعم . تعيش ضمن المياه الإقليمية في المناقط الصخرية الوعرة.